# Lichtplatte

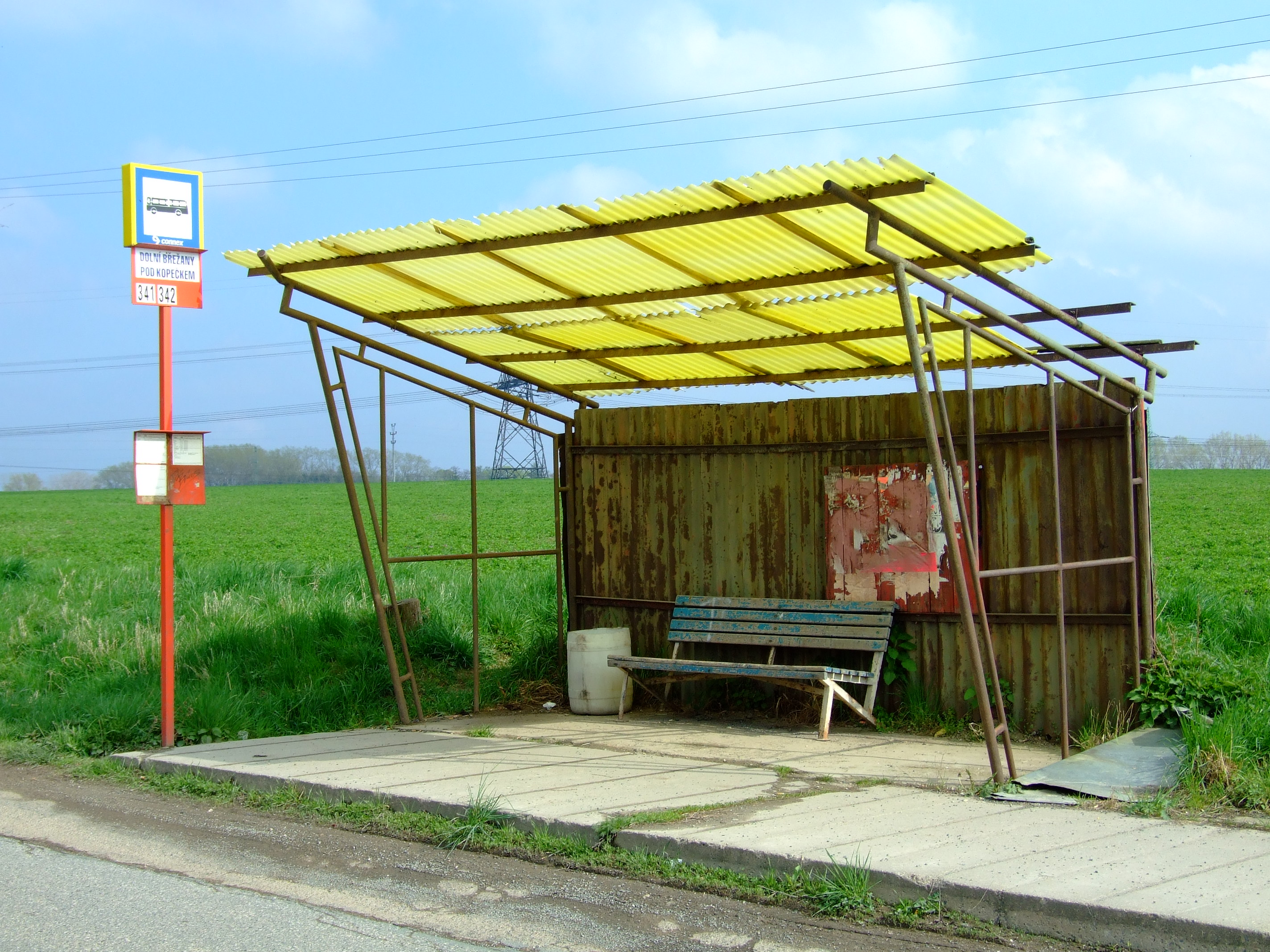
Eine Bushaltestelle mit Dach aus lichtdurchlässigen Wellplatten in der Nähe von Prag

Als Lichtplatten werden meist transparente Platten aus Kunststoffen bezeichnet, die als Überdachung oder als Fassadenplatten eingesetzt werden, um Tageslicht in die darunter bzw. dahinter gelegenen Räume gelangen zu lassen.
Bewährte Materialien für Lichtplatten sind PVC, Polycarbonat, PMMA (Acrylglas, Plexiglas). In neuerer Zeit wurden auch Platten aus PET oder Polypropylen angeboten, konnten sich jedoch  (Stand 2003) noch nicht durchsetzen.
Alternativ werden ESG- oder VSG-Glasscheiben eingesetzt, die langlebiger und vielfach auch lichtdurchlässiger als Kunststoffplatten sind. Nachteilig sind die schwierigere Bearbeitbarkeit, die geringe Schlagfestigkeit und das Gewicht der Glasscheiben, insbesondere wenn Isolierglasscheiben verwendet werden.

## Eigenschaften
Lichtplatten werden unterschieden:
- nach Anzahl der Lagen von Kunststoff, aus denen sie bestehen („einschalig“, „mehrschalig“: Doppelstegplatten bzw. Hohlkammerplatten),
- nach ihrer jeweiligen Transparenz („glashell“, „kristall“, „transparent natur“, „milchig“, „rauchfarben“, „opak“),
- nach Beständigkeit bzw. Oberflächenschutz gegen UV-Strahlung („UV-stabilisiert“)
- nach ihrer Hagelfestigkeit („40 mm im Schweizer Test“)
- nach ihrer Temperaturbeständigkeit („Vicatpunkt 81 °C“)
- nach ihrer chemischen Beständigkeit („beständig gegen Diesel-Kraftstoff“)
- nach ihrer Baustoffklasse (beispielsweise „B1“)
- nach ihrer Einstufung als Bauprodukt („Bauaufsichtliche Zulassung“)
- nach ihren Wärme-Dämmeigenschaften („k-Wert 1,6“)

## Material
Platten aus Polyester (PS) sind relativ zäh und beständig gegen UV-Licht.
Platten aus PVC-Polyvinylchlorid sind aufgrund des günstigen Preises sehr verbreitet.
Platten aus Polycarbonat (PC) sind relativ schlagfest.
Hochwertige Platten werden häufig aus Acryl gefertigt, da sie eine hohe Lichtdurchlässigkeit aufweisen und beständig gegen Vergilbung sind. Aufgrund der geringen Schlagfestigkeit werden die Platten häufig mit Materialstärken von 3 mm gefertigt, was sie schwerer und teurer macht, als die sonst üblichen Platten mit rund ein Millimeter Stärke.

## Profil
Lichtplatten wurden ursprünglich häufig gewellt extrudiert, um die Stabilität gegen Wind- und Schneelast zu erhöhen, größere Spannweite zwischen den Pfetten zu ermöglichen und sie in Kombination mit den verbreiteten Dach- und Fassadenplatten aus Wellblech verlegen zu können (beispielsweise das tragfähige Profil „Fischer 50/250“).
Auch flache Trapezprofile sind erhältlich („70/18“, „Spundwandprofil“, „Greca“).
Als Alternative wurden Hohlkammerplatten entwickelt, die neben der guten Belastbarkeit und einer glatten Oberfläche auch zusätzlich einen gewissen Wärmeschutz bieten.
Einfache Doppelstegplatten bestehen aus zwei parallel liegenden Oberflächenschichten, gemeinsam mit Verbindungsstegen aus dem gleichen Material extrudiert werden.
Noch bessere Wärmedämmwerte bieten Platten mit mehreren Hohlkammerschichten, die jeweils durch eine dünne Kunststofflage voneinander abgetrennt sind.

## Einsatzgebiete
Einsatzgebiete für Lichtplatten sind Hallendächer aus Metall- oder Faserzementplatten, im privaten Bereich Veranden und Wintergärten. Im Gartenbau werden als Alternative zu Lichtplatten als Bedachungsmaterial häufig Folien verwendet.

Begehbare Lichtplatten aus Fiberglas zur Abdeckung von Lichtschächten und tiefergelegenen Räumen
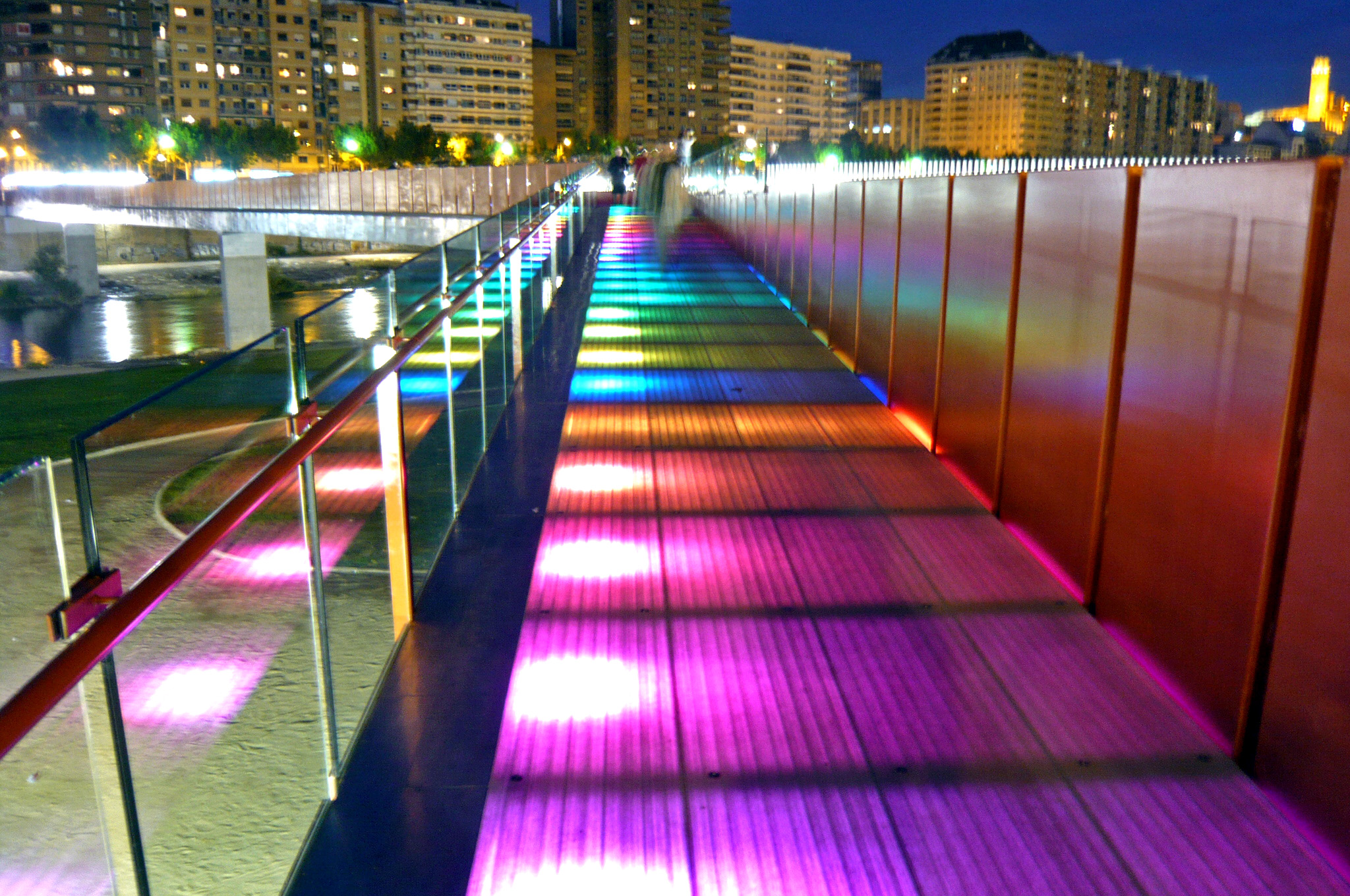
Hinterleuchtete Lichtplatten auf einer spanischen Fußgängerbrücke
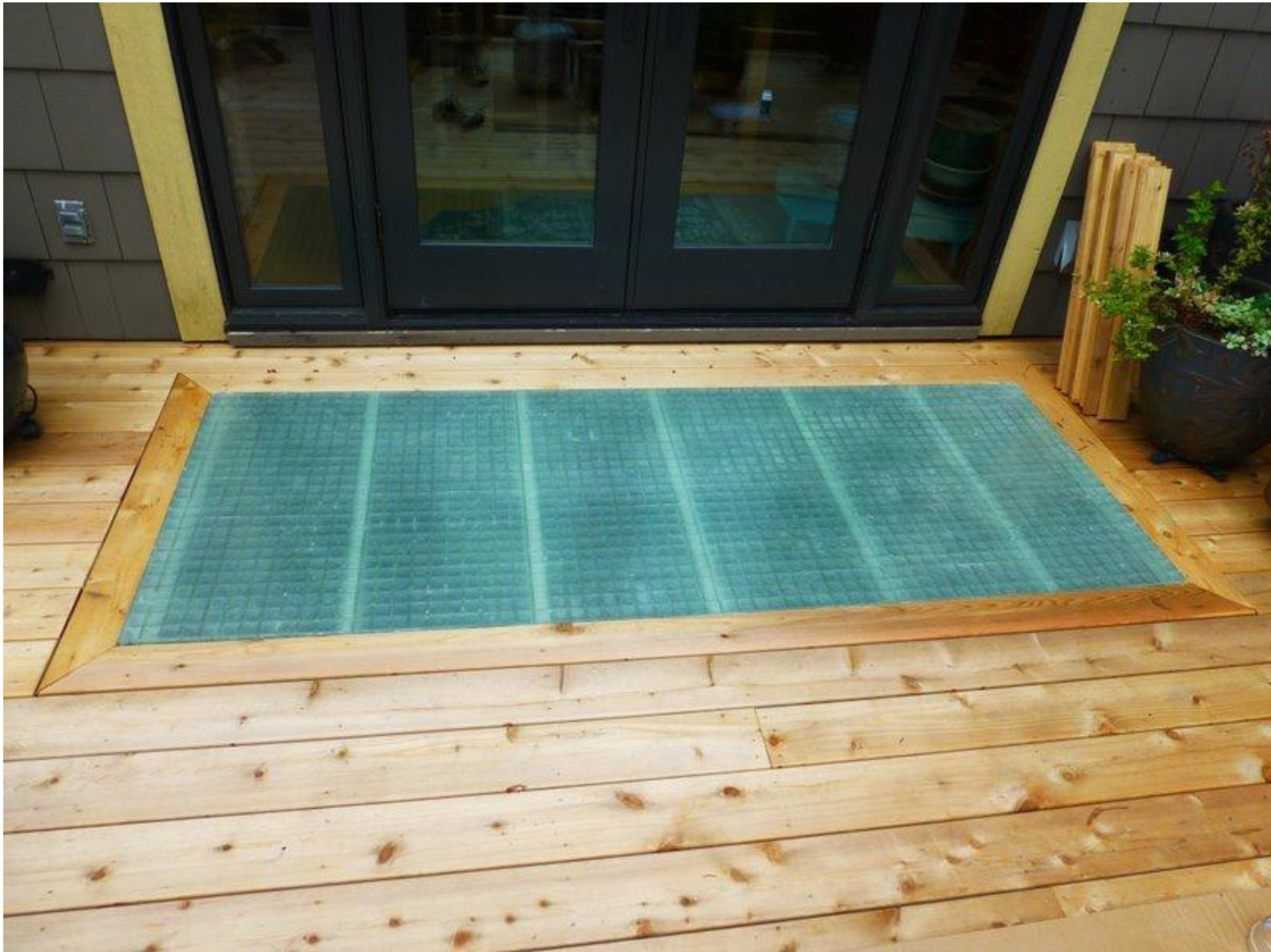
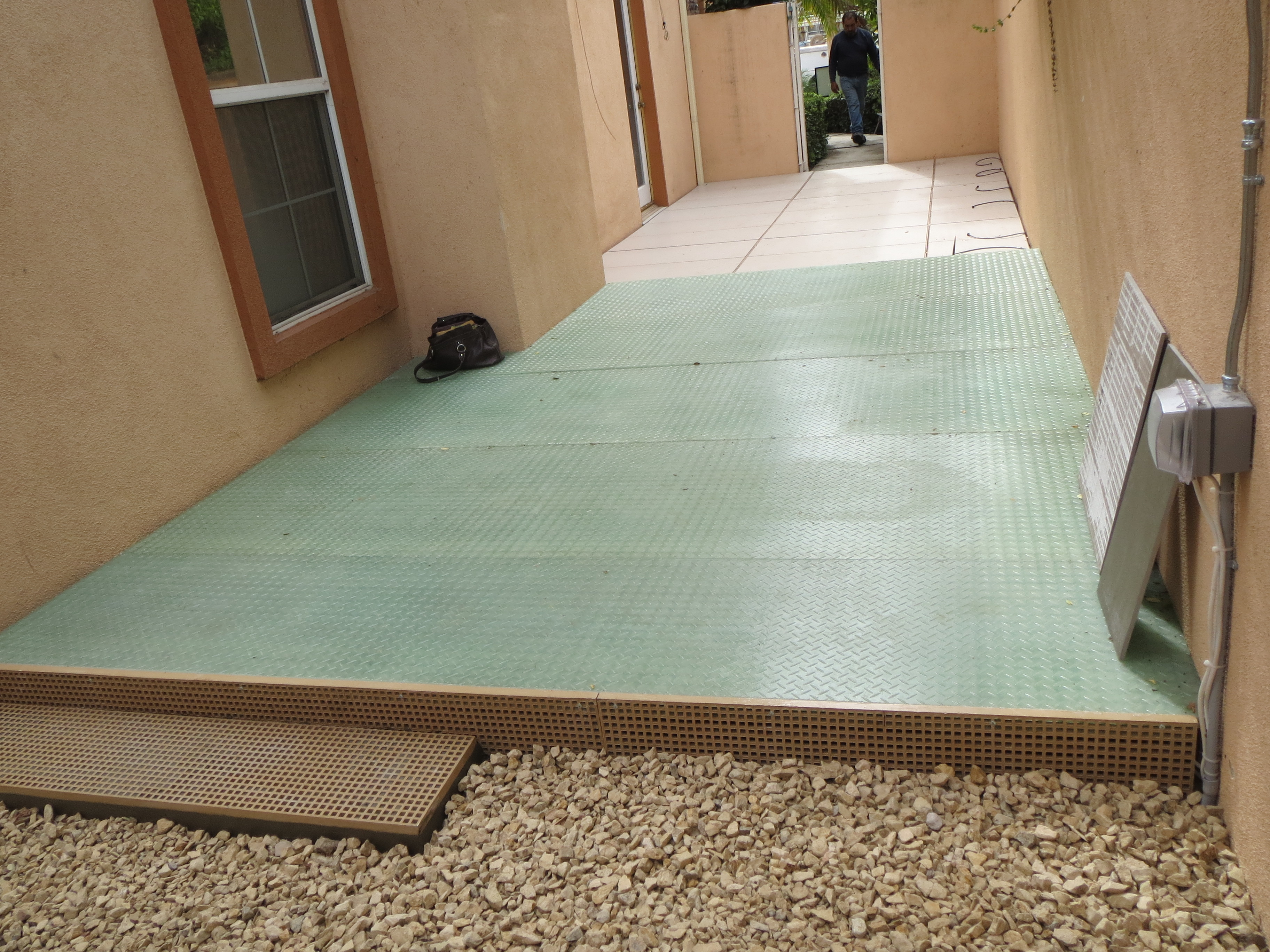
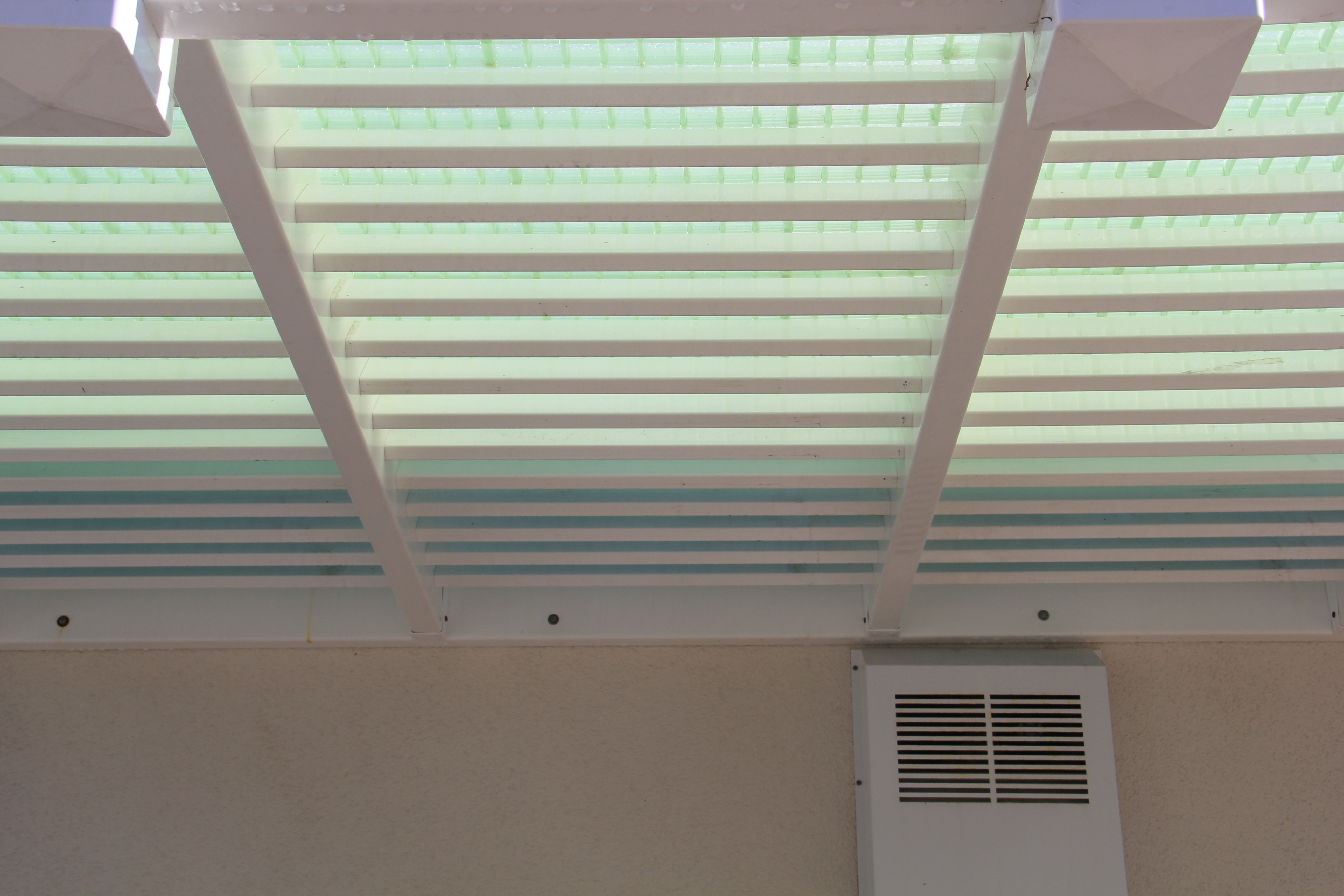
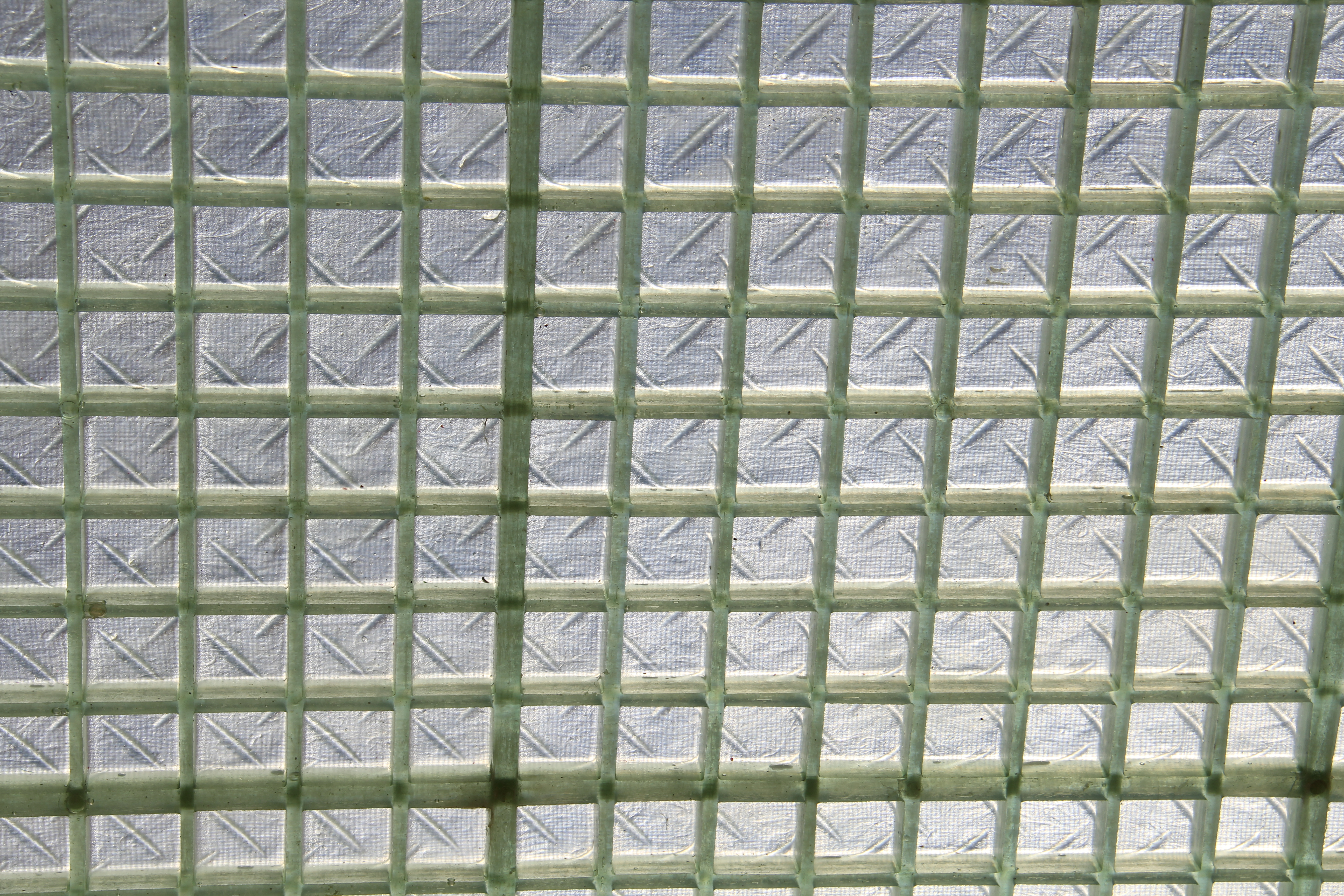
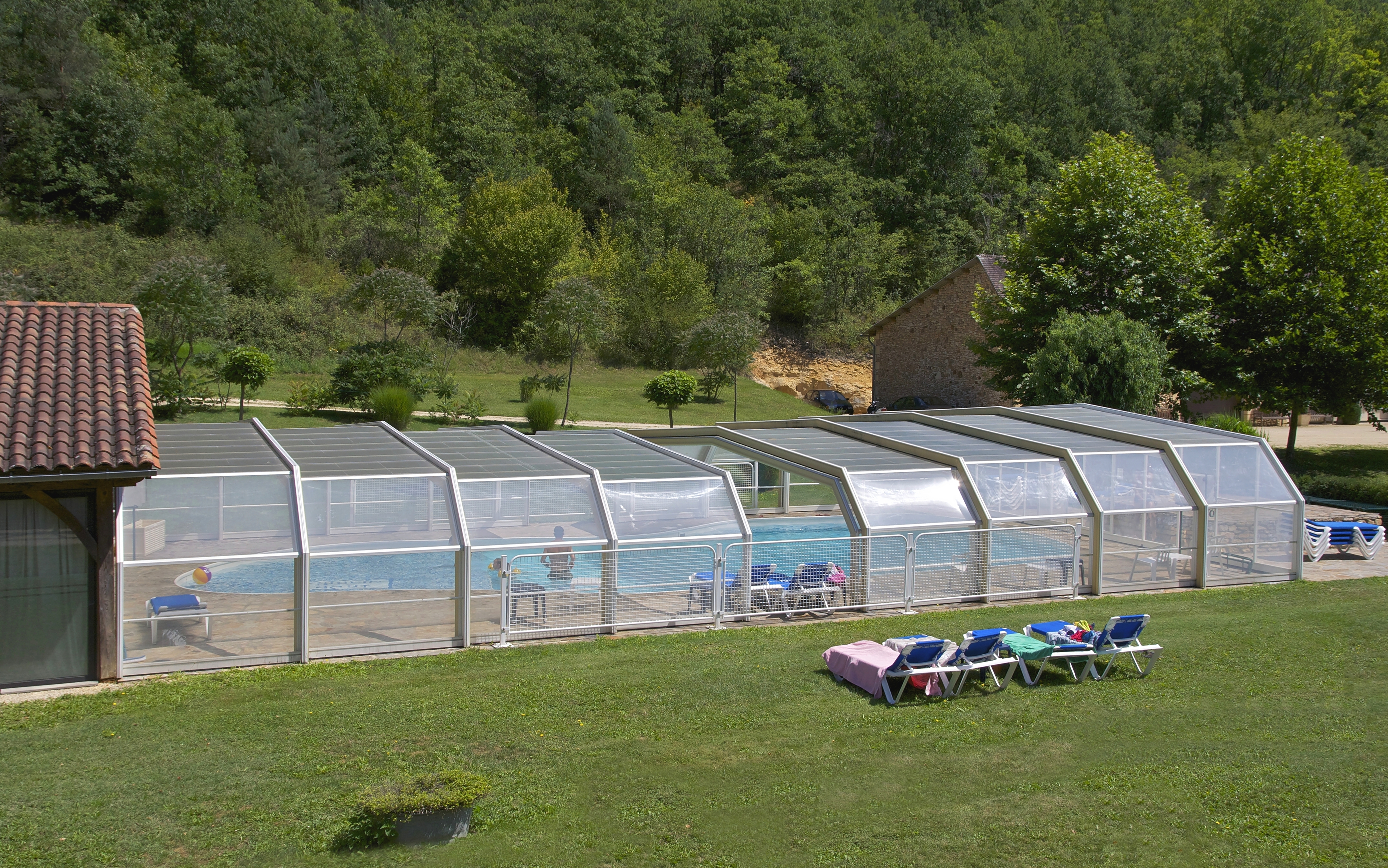
Verschiebbare Schwimmbadabdeckung mit Lichtplatten
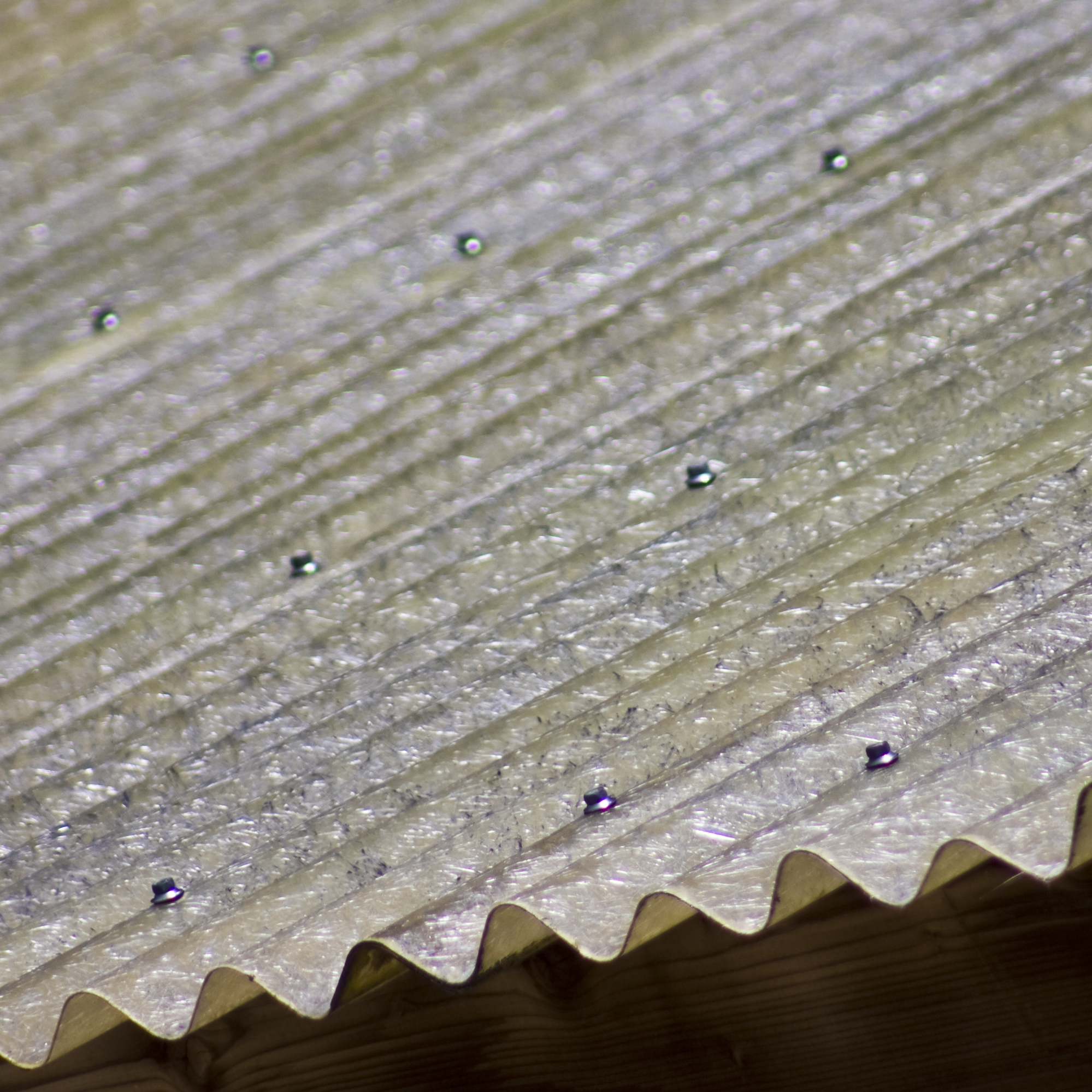
Eine abgewitterte Wellplatte aus glasfaserverstärktem Kunststoff